# Beleg van Breda (1793)
Het Beleg van Breda tijdens de Eerste Coalitieoorlog vond plaats van 21 tot 27 februari 1793 in het kader van de Franse veldtocht in de Nederlanden.

## Achtergrond
De belegering volgde nadat het Franse revolutionaire Armée du Nord onder generaal Charles-François Dumouriez onverwacht het Oostenrijks-Zuid-Nederlandse leger vernietigend versloeg in de Slag bij Jemappes (6 november 1792), daarna vrijwel ongehinderd de Oostenrijkse Nederlanden kon bezetten en een invasie in de verzwakte Republiek der Zeven Verenigde Nederlanden wagen. Het werd hierbij gesteund door het Bataafs Legioen van de patriottenleiders Herman Willem Daendels en Jan Willem de Winter. Breda was een belangrijke vesting in Staats-Brabant en bovendien was de baronie Breda een eeuwenoude persoonlijke bezitting van het huis Oranje-Nassau. Op 10 februari 1793, toen de Frans-Bataafse troepen in aantocht waren, schreef stadhouder Willem V van Oranje-Nassau aan commandant Alexander van Bylandt om Breda koste wat kost te verdedigen:

Ne vous embarrassez pas si mon chateau et tout ce qui je possède dans la baronnie est brulé ou détruit, je dois à mon pays mon sang pour sa défense s'il le faut, je lui dois aussi la sacrifice de mes biens quand il s'agit de la conservation de ma patrie.(Maak u geen zorgen als mijn kasteel en alles wat ik bezit in de baronie verbrand of verwoest wordt, als het moet ben ik aan mijn land mijn bloed voor zijn verdediging verschuldigd, ik ben het ook de opoffering van mijn eigendommen verschuldigd wanneer het gaat om het behoud van mijn vaderland.)

## Verloop
Het Armée du Nord passeerde de grens op 16 februari en begon twee dagen later al vrijheidsbomen te planten in dorpen nabij Breda. Een eerste schermutseling vond plaats op 21 februari, waarna de Fransen, 3800 man sterk onder kolonel François Joseph Westermann, alle toegangswegen naar de stad afsloten en de belegeringswerken begonnen op te bouwen. Op 23 februari waren de batterijen opgesteld en begonnen de belegeraars Breda te bombarderen met 4 mortieren en 4 houwitsers. Tijdens een staakt-het-vuren eiste kolonel Devaux de stad op, maar dit werd afgewezen, waarop de beschietingen werden hervat. De volgende morgen tussen 3 en 6 uur vuurden de Fransen hun laatste munitie op, al wisten de verdedigers dat niet. Er waren 90 bommen en 100 granaten afgevuurd, ongeveer 60 huizen verwoest en drie keer was er brand uitgebroken die snel geblust was. Er vielen slechts enkele doden aan beide zijden. Toen kolonel Devaux echter op de vroege morgen van 24 februari opnieuw de overgave van de stad eiste onder dreigende bewoordingen, werd dit aanvaard onder de voorwaarde dat het Staatse garnizoen een aftocht met volle krijgseer werd gegeven. De volgende dag bezetten de Fransen de Bossche Poort en op 27 februari hielden zij hun intocht en de Staatsen hun uittocht.

## Nasleep
De volgende dag kwam Dumouriez zelf naar Breda. Er werd voor het stadhuis een vrijheidsboom geplant met een Frygische muts erop en Dumouriez danste er met zijn officieren omheen onder het zingen van de Marseillaise. Er kwam een galg naast te staan om de orde te handhaven. Een Bataafs Comité werd aangesteld om een nieuw bestuur te vormen. Toen echter op 18 maart Dumouriez vernietigend werd verslagen in de Slag bij Neerwinden, bereidde commandant Flers de verdediging voor. Op 29 maart eiste een Staatse officier de vesting op in naam van Oranje, terwijl Dumouriez in een brief Flers beval de stad te ontruimen. Na enige dagen onderhandelen gaven de Fransen de stad zonder slag of stoot weer terug aan de Staatsen.
In september 1794 kwamen de Fransen terug en er waren verschillende schermutselingen in de buurt van Breda en men vreesde opnieuw een beleg. Daar kwam het echter niet van: de Fransen belegerden 's-Hertogenbosch, Grave en Nijmegen, trokken daarna via de Bommelerwaard over de bevroren rivieren naar Utrecht en Amsterdam. Nadat de stadhouder met zijn gezin en gevolg naar Engeland was gevlucht en de Bataafse Republiek was uitgeroepen, werd verder verzet zinloos. Breda gaf zich op 27 januari 1795 zonder verzet over.
1577: Beleg door Hohenlohe · 
1581: Furie van Houtepen · 
1590: Turfschip van Breda · 
1624-25: Beleg door Spinola · 
1637: Beleg door Frederik Hendrik · 
1793: Beleg door Dumouriez · 
1813: Beleg door Roguet
Nederlanden: Marquain · Rijsel (1792) · Jemappes · Namen (1792) · Maastricht (1793) · Breda · Aldenhoven (1793) · Neerwinden · Raimes · Famars · Aarlen · Valencijn · Duinkerke · Hondschote · Menen ·  Wattignies · Moeskroen · Tourcoing · Doornik · Erquelinnes · Gosselies · Ieper · Hooglede · Fleurus · Boxtel · Sprimont · Maastricht (1794) · 's-Hertogenbosch · Aldenhoven (1794) · Puiflijk · Nijmegen · Luxemburg · Den Helder · Camperduin

Rijnfront: Verdun · Thionville · Valmy · Mainz (1792) · Mainz (1793) · Vogezen/Tripstadt · Mainz (1795) · Amberg · Würzburg

Italiaans front: Genua · Hyères · Rovereto · Bassano · Montenotte · Dego · Lodi · Arcole · Rivoli

Overige fronten (Vendée, Spanje): Fontenay-le-Comte · Toulon · Cholet · Luçon · Truillas · Boulou · San Lorenzo · Santa Cruz · Kaap Sint-Vincent
West-Indië: Guadeloupe · Martinique